# Jade North
Jade North, avstralski nogometaš, * 7. januar 1982.
Za avstralsko reprezentanco je odigral 41 uradnih tekem.